# Primärberührungseffekt
Als Primärberührungseffekt bezeichnet man in der Sprachwissenschaft ein bestimmtes Lautgesetz, dass in der Urindogermanischen Sprache gewirkt hat.

## Beschreibung
Wenn im Urindogermanischen Plosive aufeinander oder auf /s/ getroffen sind, hat sich der vordere bezüglich der Stimmhaftigkeit an den hinteren angepasst. Es wurde also (in beliebiger Kombination) /p/, /t/, /k/ vor /b/, /d/, /g/ stimmhaft, also zu /b/, /d/, /g/. Umgekehrt wurde /b/, /d/, /g/ vor /p/, /t/, /k/, /s/ stimmlos, also zu /p/, /t/, /k/.
Beispiele:
- uridg. *skabtis > *skaptis ( > urgerm. *skaft- > ahd. gi-scaft ‚Geschöpf‘)
- uridg. *rēgs > *rēks (lat. rex ‚Recht‘)

Dadurch können zwei Formen desselben Wortes einen entsprechenden Wechsel von Medien und Tenues aufweisen.
Beispiel:
- lat. scribere ‚schreiben‘ : lat. scriptum ‚Geschriebenes‘

Durch spätere Lautveränderungen, wie z. B. die Urgermanische und die Althochdeutsche Lautverschiebung können sich diese Unterschiede noch vergrößern.
Beispiele:
- mhd. decken : dahte / gedaht
- mhd. mugen : mohte / gemoht
- mhd. würken : worhte / geworht